# نووسمنکینو (شهرستان چکماگوشفسکی، باشقیرستان)
نووسمنکینو (انگلیسی: Novosemenkino, Chekmagushevsky District, Republic of Bashkortostan) یک شهرک در شهرستان چکماگوشفسکی استان باشقیرستان کشور روسیه است.